# Cristian Ledesma
Pour les articles homonymes, voir Ledesma.
Cristian Ledesma, né le 24 septembre 1982 à Morón (province de Buenos Aires), est un footballeur italo-argentin à la retraite qui jouait au poste de milieu de terrain. Il travaille actuellement comme entraîneur des moins de 19 ans à Ascoli. 
Il a passé son enfance en Patagonie, à Puerto Madryn (province de Chubut). Évoluant au poste de milieu de terrain, il mesure 1,80 m pour 78 kg.
Il a pour le moment réalisé toute sa carrière professionnelle en Italie, il a joué à Boca Juniors chez les équipes de jeunes.

## Carrière d'entraîneur
Le 27 septembre 2024, Ledesma a été nommé entraîneur intérimaire du club d'Ascoli en Serie C, un club pour lequel il travaillait en tant qu'entraîneur des jeunes, responsable de l'équipe des moins de 19 ans. Il est retourné à son poste avec l'équipe des moins de 19 ans après un seul match, une défaite 0-1 contre Rimini.

## Palmarès
- Vainqueur de la Coupe d'Italie 2009 et 2013 avec la Lazio Rome.